# Temeraia
Temeraia – miasto i wysepka w Kiribati, w atolu Nonouti, w archipelagu Wysp Gilberta na Oceanie Spokojnym. Liczy 3084 mieszkańców (2013).